# ローズビル (カリフォルニア州)
ローズビル（英: Roseville）は、アメリカ合衆国カリフォルニア州の北部プレイサー郡にある都市。人口は14万7773人（2020年）。州都サクラメントの北東30キロメートルに位置している。

## 地理
ローズビルは北緯38度45分9秒 西経121度17分22秒 / 北緯38.75250度 西経121.28944度に位置している。アメリカ合衆国国勢調査局に拠れば、市域全面積は30.5平方マイル (79.0 km2)であり、このうち陸地は30.47平方マイル (78.9 km2)、水域は0.04平方マイル (0.1 km2)、水域率は0.07％である。ドライ・クリーク、リンダ・クリーク、シークレット渓谷、サービー・クリークなど幾つかの水路が市内を流れている。

## 経済
ローズビル市には様々な事業所が入っている。国内最大級のオート・モールを含め大型小売店を誘致しており、市でも国のレベルでも消費税収入に著しく貢献している。人口が劇的に増加したとしてもインフラが何とか追いついて行くことができるのは、この消費税収入が寄与している。この環境によって住宅、大小の雇用主としての企業さらにはショッピングの機会の複合した形を生み出している。市内には人気のある水上公園であるローズビル・ゴルフランド・サンスプラッシュがある。

### ショッピング
ローズビルの経済にはショッピングが大きく寄与しており、2008年時点でカリフォルニア州の都市の中では11番目に高い売上げを上げている。小売り売上げが高い15都市の中では人口が最小規模でもある。経済後退の前には9位になっていた。自動車産業など経済が回復すれば、年間小売り売上高は40億ドルの規模になって、10位以内に戻ることが予測される。ウェストフィールド・ガレリア・モールが市内の主要ショッピングセンターであり、地域の小売業中心とも考えられている。ウェストフィールド・ガレリア・モールはこの高級志向のモールから上がる売上げを見込んで、広さ487,806平方フィート (45,300 m2)、投資額2億7,000万ドルの増床計画を始めた。
ウェストフィールド・ガレリア・モールの通り向かいには、ピーター・ボリンジャー投資会社が「ザ・ファウンテン」と呼ばれる投資総額7,000万ドルの施設を建設した。この施設は広さ330,000平方フィート (30,600 m2) の小売りセンターであり、幾つかのレクリエーション施設があるという特徴がある。第1段階は2008年6月30日にオープンした。今後、ホテルや追加店舗、オフィスビルなどが建設される予定である。
この他にもウェストフィールド・ガレリア・モールやダグラス・ブールバード金融街を取り囲むようにして多くの商店街がある。

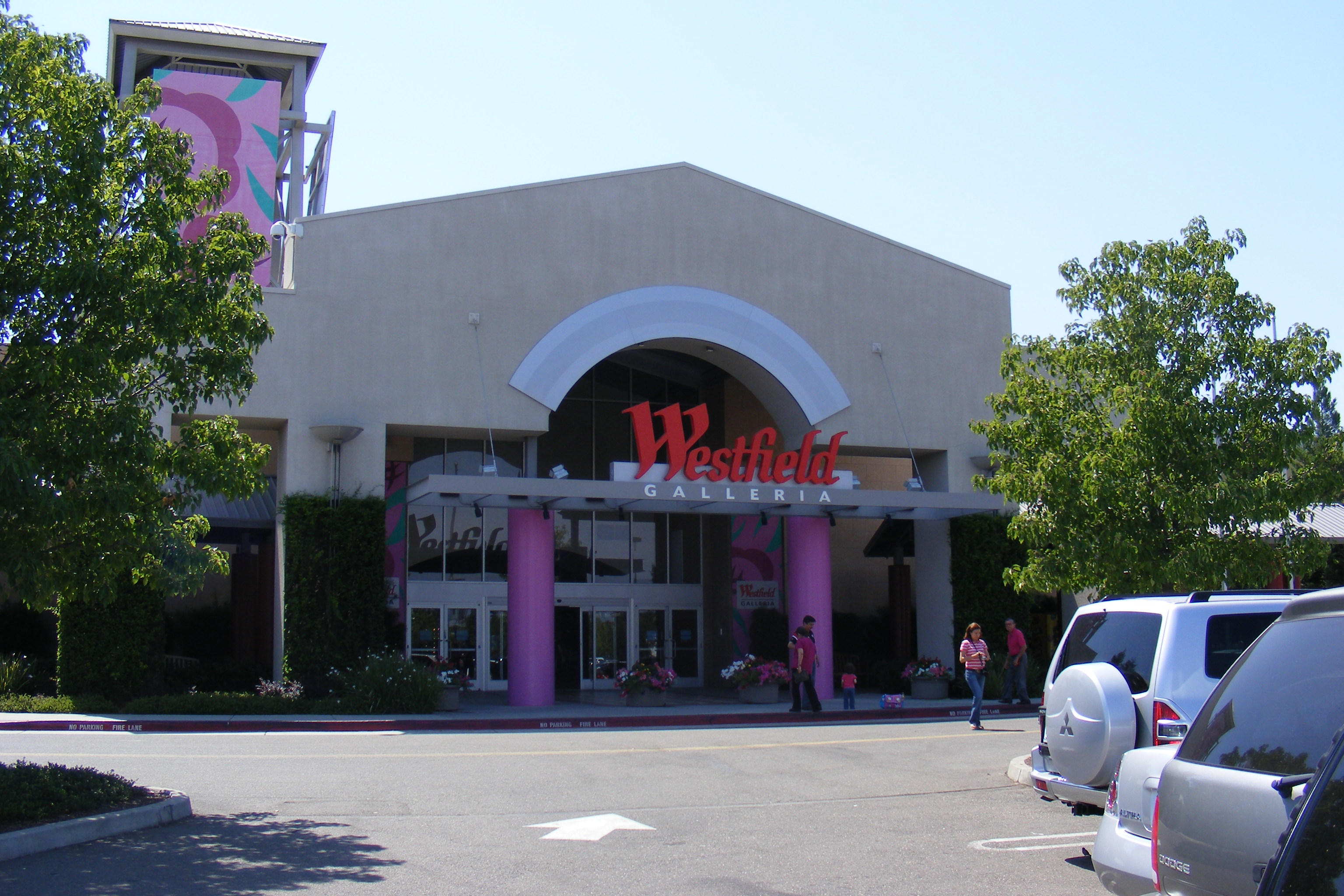
ウェストフィールド・ガレリア・モール

### 主要雇用主
ローズビルの包括的年間財務報告書2014年版によれば、市内の大きな雇用主トップ10は以下の通りである。
| 順位 | 雇用主                           | 従業員数 |
| ---- | -------------------------------- | -------- |
| 1    | カイザー・パーマネンテ           | 3,231    |
| 2    | ヒューレット・パッカード         | 2,132    |
| 3    | サッター・ローズビル医療センター | 1,654    |
| 4    | ローズビル合同高校学区           | 1,434    |
| 5    | ユニオン・パシフィック鉄道       | 1,137    |
| 6    | アドベンティスト・ヘルス         | 1,019    |
| 7    | ローズビル市教育学区             | 1,000    |
| 8    | ローズビル市                     | 991      |
| 9    | ウォルマート                     | 460      |
| 10   | LB Construction                  | 404      |

2009年にカイザー・パーマネンテの従業員数がヒューレット・パッカード社を上回り、プレイサー郡では最大の雇用主になった。これは、ヒューレット・パッカードがローズビル事業所を縮小し、2009年1月に子供婦人病院、2月に新しい医療事務所ビルをオープンしたことによっている。

## 交通
市内には州間高速道路80号線が通っており、州道65号線の南端がI-80に繋がっている。
アムトラックの列車、キャピトル・コリドーがローズビル駅に停車する。
ローズビル交通局はローズビル市の公共交通機関である。12の定期路線とオンデマンドシステムおよび通勤線を運行している。サクラメント地域交通局やプレイサー郡交通局と接続できる停留所が幾つかある。
プレイサー郡交通局はサクラメント地域交通局ライトレールの駅で接続し、オーバーン、リンカーン、ロックリンなどI-80に沿った他の都市と接続している。サクラメントに向かうプレイサー通勤快速はテイラー道路のパークアンドライド駐車場に接続している。

## 気候
ローズビルは地中海性気候（ケッペンの気候区分Csa）にあり、冷涼で雨の多い冬と、暑く乾燥した夏がある。雨は概して10月から3月の間に降る。日中の平均最高気温は、1月の54°F (12℃) から7月の 95 °F (35℃) まで変化する。平均最低気温は冬季の 39°F (4℃) から夏季の 60°F (16℃)となっている。
| ローズビルの気候              | ローズビルの気候 | ローズビルの気候 | ローズビルの気候 | ローズビルの気候 | ローズビルの気候 | ローズビルの気候 | ローズビルの気候 | ローズビルの気候 | ローズビルの気候 | ローズビルの気候 | ローズビルの気候 | ローズビルの気候 | ローズビルの気候 |
| 月                            | 1月              | 2月              | 3月              | 4月              | 5月              | 6月              | 7月              | 8月              | 9月              | 10月             | 11月             | 12月             | 年               |
| ----------------------------- | ---------------- | ---------------- | ---------------- | ---------------- | ---------------- | ---------------- | ---------------- | ---------------- | ---------------- | ---------------- | ---------------- | ---------------- | ---------------- |
| 平均最高気温 °C （°F）        | 12 (54)          | 16 (61)          | 18 (65)          | 22 (72)          | 27 (80)          | 32 (89)          | 35 (95)          | 34 (94)          | 31 (88)          | 26 (79)          | 18 (64)          | 13 (55)          | 23.75 (74.75)    |
| 平均最低気温 °C （°F）        | 4 (39)           | 6 (42)           | 7 (45)           | 8 (47)           | 11 (52)          | 14 (57)          | 16 (61)          | 16 (60)          | 14 (58)          | 12 (53)          | 7 (45)           | 4 (39)           | 9.91 (49.83)     |
| 降水量 mm （inch）            | 113.3 (4.46)     | 110.2 (4.34)     | 109.2 (4.30)     | 46.7 (1.84)      | 13.2 (.52)       | 7.9 (.31)        | 2.8 (.11)        | 2.5 (.10)        | 11.4 (.45)       | 33.5 (1.32)      | 88.1 (3.47)      | 86.1 (3.39)      | 546.4 (21.51)    |
| 出典：weather.com August 2010 |                  |                  |                  |                  |                  |                  |                  |                  |                  |                  |                  |                  |                  |

## 人口動態
以下は2005年の人口推計データである。
| 基礎データ - 人口: 111,351人 - 世帯数: 42,538世帯 - 家族数: 21,855家族 - 人口密度: 1,012.4人/km2（2,622.5人/mi2） - 住居数: 31,925軒 - 住居密度: 404.4軒/km2（1,047.6軒/mi2） 人種別人口構成 - 白人: 86.03% - アフリカン・アメリカン: 1.31% - ネイティブ・アメリカン: 0.70% - アジア人: 4.31% - 太平洋諸島系: 0.20% - その他の人種: 3.93% - 混血: 3.53% - ヒスパニック・ラテン系: 11.54% 年齢別人口構成 - 18歳未満: 26.8% - 18-24歳: 7.0% - 25-44歳: 30.8% - 45-64歳: 21.0% - 65歳以上: 14.5% - 年齢の中央値: 36歳 - 性比（女性100人あたり男性の人口） - 総人口: 91.1 - 18歳以上: 88.8 | 世帯と家族（対世帯数） - 18歳未満の子供がいる: 35.4% - 結婚・同居している夫婦: 57.1% - 未婚・離婚・死別女性が世帯主: 10.1% - 非家族世帯: 29.0% - 単身世帯: 23.1% - 65歳以上の老人1人暮らし: 9.2% - 平均構成人数 - 世帯: 2.57人 - 家族: 3.03人 収入と家計（2007年推計） - 収入の中央値 - 世帯: 68,273米ドル - 家族: 84,863米ドル - 性別 - 男性: 50,426米ドル - 女性: 35,494米ドル - 人口1人あたり収入: 47,021米ドル - 貧困線以下 - 対人口: 4.9% - 対家族数: 3.4% - 18歳未満: 5.3% - 65歳以上: 4.1% |

CNNの雑誌マネーによる2006年「住みたい場所調査」では、平均肥満度指数が24.5となり、全米で最もほっそりした人の多い都市とされた。

## 都市再開発

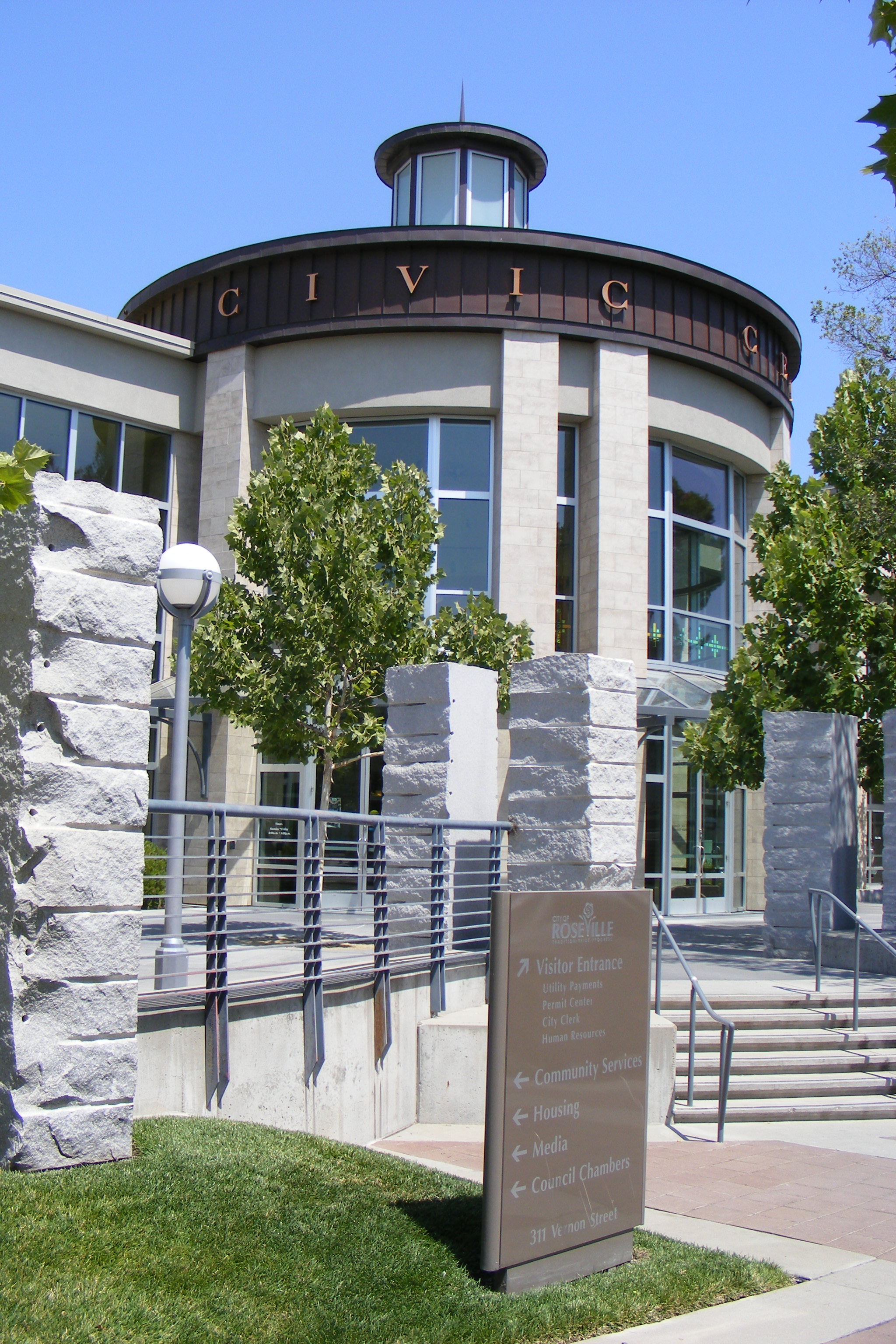
ローズビルの市民センター

ローズビル市は1988年から約207エーカー (0.8 km2) におよぶ中心街中核部の再開発計画を起ち上げてきた。これまでと今後に渡って、市はその歴史的地域の再活性化のために数千万ドルを遣おうとしている。この地域は長い間に衰退してきていた。既にバーノン街路景観プロジェクトを完了し、現在は歴史地区と川沿い回廊街路景観プロジェクトに取り組んでいる。またコブラ・プロパティーズ社と組んで駐車場、オフィスビル、画廊の開発を行ってきた。新しくローズビル・アーツ！・ブルーライン・ギャラリーが入り、新しい事務員に必要な駐車スペースを確保できた。駐車場は2007年11月にブルーライン・ギャラリーは2008年2月にオープンした。

## インフラ

### 公共事業
ローズビル市公共事業部が電力、上水、下水、ゴミ収集のサービスを市内大半に提供している。パシフィック・ガス・アンド・エレクトリック・カンパニーが天然ガスを供給している。インターネット、ケーブルおよび電話はAT&T、コムキャストおよびシュアウェストが提供している。

### 医療
市内にある主な医療機関としてはサッター・ローズビルとカイザー・パーマネンテがある。市内および周辺に多くの医院もある。近くのサクラメント中心街にはカリフォルニア大学デイビス医療センターがある。

## 教育機関
ローズビルはシエラ・コミュニティ・カレッジ地区に入っている。主キャンパスは隣接するロックリンにあり、「ローズビル・ゲイトウェイ」と題する市内の拡張キャンパスがある。ここは認定証と文系準学士号を提供している。
公共教育はローズビル市教育学区、ユーレカ統合教育学区、ドライクリーク結合小学校区、およびローズビル結合統合高校学区が管轄している。市内にあるセントオールバンズ・デイスクールは初等教育と中等教育を行っている。
ヘラルド・カレッジは事業の経歴を求める学生を対象にする営利カレッジであり、2年制である。フェニックス大学が市内にあり幅広い学位を提供する他、授業は教室とオンラインの選択肢もある。私立の非営利カレッジであるチャップマン大学はローズビルに拡張キャンパスがあり、夜間の授業もあり、働く専門家を対象にしている。
技術専門学校は市内にある技術学校であり、調理法、事業および医療など多くの分野での実務教育を提供している。また調理専門学校もあり、3つの完全で特徴あるプログラムを提供している。
ウィリアム・ジェサップ大学はサクラメント大都市圏では唯一のキリスト教大学であり、近くのロックリンにある。最近ドレクセル大学がローズビル地域にキャンパスを設けたい意向を表明した。
市内にあるサクラメント州立大学サテライトキャンパスが独立したカリフォルニア州立大学システムの1校になる計画がある。

## メディア
「ローズビル・プレス・トリビューン」は周辺地域で幾つか小さな新聞を発行しているゴールドカントリー・メディアが運営するローズビルの週刊新聞である。「ロックリン・アンド・ローズビル・トゥデイ」は独立系オンラインニュースであり、購読者は約5万人である。「サクラメント・ビー」がローズビルで最も人気の高い新聞である。

## 関係者

### 住人
- リンカーン・ブリュースター、クリスチャン・ミュージックの音楽家
- ジェイソン・ヒル、NFLアメリカンフットボールの選手
- デイビッド・ヨスト、 俳優

### 出身者
- エベリン・アシュフォード、陸上競技選手、オリンピックで金メダル、元世界記録保持者
- アンドリュー・スーサック、野球選手
- フレッド・バセナ、MLBメジャーリーグベースボールの選手
- ロビー・ボスコ、カレッジ・フットボールの選手
- テディ・ブラスキ、NFLアメリカンフットボールの選手
- サン・バンズ、NFLアメリカンフットボールの選手
- ジョン・エンスン、ネバダ州選出のアメリカ合衆国上院議員
- スコット・プルエット、2008年ローレックス・スポーツカー選手権の勝者
- モリー・リングウォルド、女優
- サマー・サンダーズ、水泳選手、オリンピックで金メダル、女優、テレビのパーソナリティ
- ドン・バーリン、バスケットボールの アイダホ・バンダルズでヘッドコーチ
- ドミニク・サンドバル、ダンスグループQuest Crewのメンバー

## 事件
- 1973年4月28日、爆弾を積んでコンコード海軍武器庫に向かっていた18両の有蓋車が、サザン・パシフィック鉄道の駅で1両の貨車で出火した後に爆発を始めた。6,000発以上の爆弾が爆発し、350人以上が負傷した。6,800フィート (2 km) 離れた所まで5,500の建物に被害があった。最初の出火原因は分からなかった。1990年代後半、ユニオン・パシフィック鉄道が地域の開発を行ったときに不発弾が見つかり、小さな事故も無く安全に回収され破壊された。

- 2010年10月21日朝遅く、ローズビルのウェストフィールド・ガレリアに1人の男が「支離滅裂なことを話しながら」入ってきて、ゲームストップ店の商品に火を着けた。彼は拳銃を持っており、火を着けたと主張した。警官と消防隊員が現場に集まり、数人の警官が午後1時少し過ぎに容疑者に手錠を嵌めて連行した。この商店街はサクラメントから北西18マイル (29 km) にあり、この事件の間は人を脱出させ、容疑者が連行されるまで閉鎖された。警官が爆発物が入っているのではないかと恐れたバックパックを警官が検査した。このために消防士も午後2時まで建物内に入れず、煙が昇り続けた。時間が進むに連れて拡がった火を消防士たちが消そうと努めた。家事で建物のスプリンクラーが作動して火を制御することができた。この日の終わりには鎮火された。